# 阿爾巴尼亞民主黨
阿爾巴尼亞民主黨是阿爾巴尼亞的中間偏右保守主義政黨，該黨與執政的阿爾巴尼亞社會黨同樣支持阿爾巴尼亞加入歐盟。在2005年後該黨組成右翼執政聯盟。該黨目前是歐洲人民黨觀察員。

## 歷史
阿爾巴尼亞民主黨成立於1990年12月12日，在反對派政黨被合法化後成為阿爾巴尼亞民主化後以來最先成立的反對黨。
在1992年阿爾巴尼亞議會選舉，該黨贏得大選，首次執政。但到了1997年，因阿爾巴尼亞內戰即將爆發後宣布請辭，在野阿爾巴尼亞社會黨贏得執政權。在2001年阿爾巴尼亞議會選舉，該黨獲得37.1%得票率，拿下46席，未能取得執政權。在2005年阿爾巴尼亞議會選舉，民主黨拿下140席中的56席，加上右翼盟友政黨的18席，與另外兩黨組成右翼執政聯盟，該黨領袖薩利·貝里沙同年成為時任阿爾巴尼亞總理。2009年貝里沙成功連任總理一職，直至2013年9月15日現任阿爾巴尼亞社會黨領袖埃迪·拉馬就任總理一職為止。

## 選舉表现
| 年份 | 選票      | %      | 議席      | 排名  | +/–  | 政府   |
| ---- | --------- | ------ | --------- | ----- | ---- | ------ |
| 1991 | 720,948   | 38.7%  | 75 / 250  | 第2位 | ▲ 75 | 反對黨 |
| 1992 | 1,046,193 | 57.3%  | 92 / 140  | 第1位 | ▲ 17 | 執政黨 |
| 1996 | 914,218   | 55.2%  | 122 / 140 | 第1位 | ▲ 30 | 執政黨 |
| 1997 | 315,677   | 24.1%  | 29 / 155  | 第2位 | ▼ 93 | 反對黨 |
| 2001 | 494,272   | 36.9%  | 46 / 140  | 第2位 | ▲ 24 | 反對黨 |
| 2005 | 602,066   | 44,1%  | 56 / 140  | 第1位 | ▲ 10 | 執政黨 |
| 2009 | 610,463   | 40.2%  | 68 / 140  | 第2位 | ▲ 12 | 執政黨 |
| 2013 | 528,373   | 30.6%  | 50 / 140  | 第2位 | ▼ 18 | 反對黨 |
| 2017 | 427,778   | 28.8%  | 43 / 140  | 第2位 | ▼ 7  | 反對黨 |
| 2021 | 622,234   | 39.4%  | 59 / 140  | 第2位 | ▲ 13 | 反對黨 |
| 2025 | 528,811   | 32.96% | 50 / 140  | 第2位 | ▼ 9  | 反對黨 |

## 外部連結
- 阿尔巴尼亚民主党官方網站 （页面存档备份，存于）